# Mundialito de Clubes de Futebol de Areia
O Mundialito de Clubes de Futebol de Praia (português europeu) ou Areia (português brasileiro) é um torneio realizado pela Beach Soccer Worldwide desde o ano de 2011. Este torneio é modo semelhante a Copa do Mundo de Clubes da FIFA. O torneio é formado por "convites" de melhores equipes de futebol de areia no mundo, oito equipes disputam para conquistar o torneio mundial. Sua primeira edição teve como campeão o Vasco da Gama em 2011.

## História
A primeira edição do Mundialito de Clubes ocorreu em uma arena montada na Represa de Guarapiranga, São Paulo. Dez clubes participaram do torneio, onde o Vasco da Gama sagrou-se o primeiro campeão mundial da modalidade, ao vencer o Sporting de Portugal, por 4 a 2 na decisão. Participaram também da competição: Corinthians, Santos, Flamengo, Barcelona, Boca Juniors, Seattle Sounders, Lokomotiv Moscou e Milan.
Já a segunda edição do Mundialito de Clubes, aconteceu na Represa de Guarapiranga, São Paulo. Doze clubes participaram do torneio. Com quarto lugar na primeira edição, o clube Lokomotiv Moscou sagrou-se como o primeiro clube europeu a ganhar o mundial na modalidade, vencendo a equipe do Flamengo, por 6 a 4 na final.
A edição de 2013 foi realizada em um local diferente, ainda mais emblemático do que nunca: o berço do esporte, a praia de Copacabana, no Rio de Janeiro. Contou com oito equipes neste evento de alto nível: SC Corinthians, CR Flamengo, FC Barcelona, CR.Vasco da Gama, AC Milan, CA Peñarol, Botafogo FR e Al Ahli. O vencedor foi o Corinthians ao derrotar o Flamengo, por 3 a 2 nos pênaltis.
O Mundialito de Clubes de 2015 foi realizada na Praia da Barra da Tijuca, Rio de Janeiro. oito equipes participaram do torneio, inclusive teve uma final emocionante entre Barcelona da Espanha e Vasco da Gama. O Vasco da Gama ficou vencendo por 3 gols de diferença, Mas o clube Catalão simplesmente igualou a partida até os pênaltis. Como o goleiro Cesinha não teve o dia espetacular, os senhores da  Espanha venceram, por 3 a 2 nos pênaltis e levaram o caneco para casa.
A 5ª edição Torneio Internacional de Clubes de Beach Soccer foi de uma realização da Asbra (Associação Brasileira para Criação e Desenvolvimento de Modalidades Esportivas) em Vargem Grande Paulista, São Paulo. O torneio teve as transmissões de SporTV e Fox Sport Brasil. O Clube Lokomotiv Moscou da Rússia conquistou o seu 2º titulo mundial, ao vencer o Pars Jonoubi do Irã, por 5 a 4. Um fator importante que a equipe iraniano foi o primeiro clube asiático a chegar na decisão. Participaram também da competição: Botafogo, Corinthians, Flamengo, Levante, Rosario Central e Sporting de Portugal.

## Premiações
| Ano  | Bola de Ouro                       | Luva de Ouro                         | Artilheiro                                                                                           |
| ---- | ---------------------------------- | ------------------------------------ | --- |
| 2011 | Sarandí Pampero (Vasco da Gama)    | Paulo Graça (Sporting)               | André (Flamengo), 16 gols                                                                            |
| 2012 | Benjamin (Flamengo)                | Vitalii Sydorenko (Lokomotiv Moscou) | Madjer (Sporting), 10 gols                                                                           |
| 2013 | Mão (Corinthians)                  | Mão (Corinthians)                    | Eudin (Flamengo), 7 gols                                                                             |
| 2015 | Ozu (Barcelona)                    | Jonathan Torohia (Barcelona)         | Datinha (Barcelona) Lucão (Vasco da Gama) Bokinha (Vasco da Gama) Nelito Oliveira (Sporting), 7 gols |
| 2017 | Nelito Oliveira (Lokomotiv Moscou) | Maksim Chuzhkov (Lokomotiv Moscou)   | Igor (Botafogo), 7 gols                                                                              |
| 2019 | Bê Martins (Braga)                 | Rafael Padilha (Braga)               | Lucão (Catania), 12 gols                                                                             |
| 2020 | Filipe (Braga)                     | Rafael Padilha (Braga)               | Eduard (Levante), 10 gols                                                                            |
| 2021 | Boris Nikonorov (Lokomotiv Moscou) | Rafael Padilha (Braga)               | Boris Nikonorov (Lokomotiv Moscou), 8 gols                                                           |

### Clubes
Chave
- FG – Fase Grupos
- QF – Quartos final

(Antes de 2017 não existiam jogos de classificação do 5º ao 8º lugar)
- Part – Total Participações

| Equipa           | 2011 | 2012 | 2013 | 2015 | 2017 | 2019 | 2020 | 2021 | Part |
| ---------------- | ---- | ---- | ---- | ---- | ---- | ---- | ---- | ---- | ---- |
| Al Ahli          | –    | FG   | FG   | 3º   | –    | –    | –    | –    | 3    |
| Alanyaspor       | –    | –    | –    | –    | –    | –    | 7º   | –    | 1    |
| Barcelona        | QF   | QF   | GS   | 1º   | –    | –    | –    | –    | 4    |
| BATE Borisov     | –    | –    | –    | –    | –    | 8º   | –    | –    | 1    |
| Boca Juniors     | FG   | QF   | –    | –    | –    | –    | –    | –    | 2    |
| Botafogo         | –    | –    | 4º   | –    | 6º   | –    | –    | –    | 2    |
| Braga            | –    | –    | –    | –    | –    | 1º   | 1º   | 2º   | 3    |
| Catania          | –    | –    | –    | –    | –    | 2º   | –    | –    | 1    |
| Club Nacional    | –    | –    | –    | –    | –    | –    | –    | 6º   | 1    |
| Corinthians      | QF   | QF   | 1º   | FG   | 3º   | –    | –    | –    | 5    |
| Dinamo Minsk     | –    | –    | –    | –    | –    | –    | –    | 4º   | 1    |
| Flamengo         | 3º   | 2º   | 2º   | FG   | 4º   | 3º   | 6º   | –    | 7    |
| Fluminense       | –    | –    | –    | 4º   | –    | –    | –    | –    | 1    |
| Grasshopper      | –    | –    | –    | –    | –    | –    | 8º   | –    | 1    |
| Levante          | –    | –    | –    | FG   | 5º   | 6º   | 5º   | 7º   | 5    |
| Lokomotiv Moscou | 4º   | 1º   | –    | –    | 1º   | 7º   | 3º   | 1º   | 6    |
| Milan            | FG   | QF   | FG   | –    | –    | –    | –    | –    | 3    |
| Pars Jonoubi     | –    | –    | –    | –    | 2º   | –    | –    | –    | 1    |
| Peñarol          | –    | –    | FG   | –    | –    | –    | –    | –    | 1    |
| Rosario Central  | –    | –    | –    | –    | 7º   | –    | –    | –    | 1    |
| Santos FC        | FG   | QF   | –    | –    | –    | –    | –    | –    | 2    |
| São Paulo FC     | –    | FG   | –    | –    | –    | –    | –    | –    | 1    |
| Seattle Sounders | QF   | FG   | –    | –    | –    | –    | –    | –    | 2    |
| Spartak Moscou   | –    | –    | –    | –    | –    | 4º   | 2º   | 8º   | 3    |
| Sporting         | 2º   | 4º   | –    | FG   | 8º   | 5º   | –    | –    | 5    |
| Tokyo Verdy      | –    | –    | –    | –    | –    | –    | 4º   | 5º   | 2    |
| Vasco da Gama    | 1º   | 3º   | 3º   | 2º   | –    | –    | –    | 3º   | 5    |

### País
| Clube           | 1°                   | 2°                   | 3°                                     | 4º                   |
| --------------- | -------------------- | -------------------- | -------------------------------------- | -------------------- |
| Rússia          | 3 (2012, 2017, 2021) | 1 (2020)             | 1 (2020)                               | 2 (2011, 2019)       |
| Brasil          | 2 (2011, 2013)       | 3 (2012, 2013, 2015) | 6 (2011, 2012, 2013, 2017, 2019, 2021) | 3 (2013, 2015, 2017) |
| Portugal        | 2 (2019, 2020)       | 2 (2011, 2021)       | 0                                      | 1 (2012)             |
| Espanha         | 1 (2015)             | 0                    | 0                                      | 0                    |
| Irão            | 0                    | 1 (2017)             | 0                                      | 0                    |
| Itália          | 0                    | 1 (2019)             | 0                                      | 0                    |
| Emirados Árabes | 0                    | 0                    | 1 (2015)                               | 0                    |
| Japão           | 0                    | 0                    | 0                                      | 1 (2020)             |
| Bielorrússia    | 0                    | 0                    | 0                                      | 1 (2021)             |

### Confederação
| Confederação | 1°                                     | 2°                         | 3°                                     | 4º                         |
| ------------ | -------------------------------------- | -------------------------- | -------------------------------------- | -------------------------- |
| UEFA         | 6 (2012, 2015, 2017, 2019, 2020, 2021) | 4 (2011, 2019, 2020, 2021) | 1 (2020)                               | 4 (2011, 2012, 2019, 2021) |
| CONMEBOL     | 2 (2011, 2013)                         | 3 (2012, 2013, 2015)       | 6 (2011, 2012, 2013, 2017, 2019, 2021) | 3 (2013, 2015, 2017)       |
| AFC          | –                                      | 1 (2017)                   | 1 (2015)                               | 1 (2020)                   |